# آمبودیرانو
آمبودیرانو (به لاتین: Ambodirano) یک منطقهٔ مسکونی در ماداگاسکار است که در آلائوترا-مانگورو واقع شده‌است.